# Limbi romanice retice

Limbile romanice retice

Limbile romanice retice, numite și „limbi romanice rețiane”, formează o grupă de limbi în cadrul subfamiliei limbilor romanice care, la rândul lor, fac parte din marea familie a limbilor indo-europene. Prefixul „reto-” și cuvintele „retic”, „rețian” provin de la numele provinciei romane antice Raetia. 

## Subîmpărțire
Grupei de limbi romanice retice îi aparțin 3 limbi, în prezent izolate geografic, dar constituind probabil în trecut o unitate, și anume (de la vest la est):
- grupul occidental: limba retoromană, inclusiv l. romanșă, cu răspândire în cantonul elvețian Graubünden, în italiană: cantonul Grigioni (în partea stângă a hărții alăturate). Este vorbită de circa 35.000 de persoane;
- grupul central: limba ladină dolomitică, cu răspândire în zona munților Dolomiți din Tirolul de Sud, Italia;
- grupul oriental: limba friulană, cu răspândire în regiunea Friuli din nordul Italiei. Din punct de vedere al numărului vorbitorilor, grupul oriental (friulan) este cel mai bine reprezentat, cu circa 700.000 de vorbitori.

Toate aceste limbi se subîmpart la rândul lor în numeroase grupuri de dialecte. Fiind limbi romanice ele au multe trăsături comune cu limba română.